# RWD-14 Czapla
Le RWD-14 Czapla (ensuite devenu LWS Czapla) était un avion de coopération des armées monoplan
polonais, assurant des missions de reconnaissance rapprochée, d'observation et de liaison, conçu au milieu des années 1930 par l'équipe RWD, puis produit en série par l'usine LWS à partir de 1938.
Une série de 65 appareils furent produits et la plupart furent utilisés par les escadrons d'observation de la force aérienne polonaise pendant la Seconde Guerre mondiale, en 1939.

## Conception et développement
L'avion fut conçu en réponse à l'expression d'un besoin par la force aérienne polonaise, en 1933, pour un nouvel avion de coopération (en) devant succéder au Lublin R-XIII. L'équipe RWD des ateliers DWL (Doświadczalne Warsztaty Lotnicze (en)) proposa initialement le projet RWD-12, basé sur l'avion d'entraînement RWD-8. Il fut toutefois considéré comme moins bon que le R-XIII et ne fut pas construit. Un autre avion, le RWD-14, fut alors conçu par Stanislaw Rogalski et Jerzy Drzewiecki. Le concepteur Tadeusz Chyliński (en) prépara sa documentation technique.
Le premier prototype effectua son premier vol au début de l'année 1936 (Des recherches récentes ont démontré que la date initialement donnée de décembre 1935 était en fait erronée). Il remporta le concours face aux projets du Lublin R-XXI et de l'usine PWS (en), mais les essais d'usine montrèrent qu'il n'était toujours pas à la hauteur des performances espérées. En 1937, deux prototypes modifiés furent construits, désignés RWD-14a, mais les deux avions s'écrasèrent pendant des essais cette même année en raison de défauts dans leur mécanisme de direction (les pilotes survécurent). Finalement, au début de l'année 1938, le quatrième prototype, désigné RWD-14b, fut construit. Après des essais réussis, il fut commandé par la force aérienne polonaise et reçut le nom de « Czapla » (Héron), mais son long processus de développement fit qu'il ne fut jamais considéré comme étant autre chose qu'un modèle temporaire, assurant le remplacement du R-XIII le temps que le LWS-3 Mewa, plus moderne, soit produit. En échange d'un paiement équivalent aux coûts de développement, la DWL donna les droits de production de l'avion à l'usine d'état LWS.
L'usine LWS produisit 65 exemplaires du modèle RWD-14b Czapla jusqu'en février 1939. Ils furent également connus sous la désignation militaire de LWS Czapla

## Caractéristiques
Le RWD-14 était un avion conventionnel monoplan à aile parasol haute renforcée de construction mixte. Le fuselage était constitué d'une structure en bois et métal, recouverte de toile. Les ailes étaient en bois, disposaient de deux longerons et étaient recouvertes de toile et contreplaqué. Elles disposaient également de volets de bord de fuite et pouvaient être repliées vers l'arrière, l'avion ayant alors une envergure de seulement 3,9 m. Les stabilisateurs étaient également en bois. Le train d'atterrissage était un modèle conventionnel fixe, doté d'une roulette de queue.
L'équipage était constitué de deux personnes, installées en tandem dans des cockpits ouverts avec des doubles-commandes et des pare-brise individuels. L'observateur, à l'arrière, disposait d'une mitrailleuse défensive mobile Vickers K (en) de calibre 7,7 mm (calibre .303), tandis que le pilote disposait d'une mitrailleuse fixe wz.33 (en) de calibre 7,82 mm tirant vers l'avant, équipée d'un engrenage de synchronisation (en) permettant de tirer à-travers l'hélice en sécurité.
L'avion était propulsé par un moteur à 9 cylindres en étoile refroidis par air PZL G-1620B Mors-II, développant une puissance nominale de 430 ch (350 kW) et une puissance maximale au décollage de 470 ch, soit 350 kW, entraînant une hélice bipale en bois. Le carburant était stocké à l'intérieur d'un réservoir de fuselage d'une capacité de 315 litres, qui pouvait être largué en cas d'urgence,. L'avion pouvait être équipé d'une radio N2L/T et d'un appareil photographique.

## Carrière opérationnelle

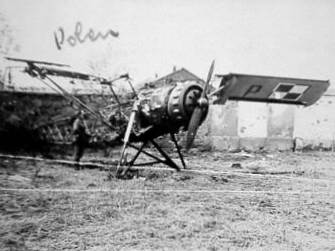
Un RWD-14b totalement détruit, en septembre 1939.

Le Czapla entra en service dans la force aérienne polonaise au printemps 1939, équipant quelques escadrons d'observation (en polonais : « eskadra obserwacyjna »). En raison de son long développement, il n'était pas vraiment un avion moderne, étant seulement légèrement meilleur que le Lublin R-XIII qu'il était censé remplacer. Son avantage majeur venait de ses course de décollage et atterrissage courtes — respectivement 140 et 120 mètres —, lui permettant d'opérer depuis des terrains classiques et des prairies non aménagées. Son successeur moderne, le LWS-3 Mewa, ne parvint pas à entrer en service dans les unités opérationnelles à cause de la guerre.
Lors de l'invasion de la Pologne en 1939, la force aérienne du pays disposait de 35 Czaplas répartis sur cinq escadrons d'observation (sur un total de douze escadrons). Les escadrons équipés étaient les numéros 13, 23, 33, 53 et 63, chacun disposant de sept avions. Les escadrons étaient distribués parmi les armées terrestres sur le terrain. Les 30 avions restants étaient initialement placés en réserve. Plusieurs furent utilisés pour appuyer les unités de combat pendant la campagne, dans les escadrons mentionnés et plusieurs autres également. En tout, 49 RWD-14 furent utilisés en unités. Comme le R-XIII, le Czapla n'était aucunement équivalent à un quelconque chasseur, bombardier, ou même avion de reconnaissance de la Luftwaffe, étant bien plus lent et n'étant armé que de deux mitrailleuses. Par conséquent, ils ne furent pas utilisés en combat réel et furent cantonnés à des missions de reconnaissance rapprochée et de liaison.
35 appareils furent détruits pendant la campagne, soit la majeure partie des avions engagés. Au-moins quatorze furent cachés en Roumanie (les sources citent des nombres entre 14 et 17 appareils), où ils furent confisqués par la force aérienne roumaine et utilisés pour des rôles auxiliaires et d'entraînement. Plusieurs avions furent capturés en Pologne par les Allemands ou les Soviétiques, mais ne furent pas utilisés par les militaires de ces pays. Aucun appareil ne survécut à la guerre.

## Utilisateurs
- Pologne :
  - force aérienne polonaise.
- Roumanie :
  - Force aérienne royale roumaine.